# Júnior Díaz
Júnior Enrique Díaz Campbell (Heredia, 1983. szeptember 12. –) Costa Rica-i válogatott labdarúgó, jelenleg az Alajuelense játékosa.

## Pályafutása

### Klubcsapatokban
Díaz karrierjét a Heredianonál kezdte, majd külföldre költözött és 2008 januárjában csatlakozott a lengyel Wisła Krakówhoz. 2010 szeptemberében lépett a belga Club Brugge csapatába, majd 2012 nyarán a FSV Mainz csapatában szerepelt.
2015-ben, három mainzi év után, Díaz csatlakozott a Darmstadt 98-hoz, amely a 2015–16-os szezon újonnan feljutott csapata volt.
2016-17-es német szezonban átigazolt a Würzburger Kickers-hez, ahol csak egy szezont töltött, 2017-18-as szezonban visszatért a costa rica-i Heredianohoz, amely klubban a pályafutását kezdte.
2019-20-as szezonban azonban újra klubot váltott, mégpedig Costa Rica második legeredményesebb klubja az Alajuelenséhez igazolta le.

## Sikerek
Wisła Kraków
- Lengyel bajnok (3): 2007–08, 2008–09, 2010–11

Alajuelense
- Costa Rica-i bajnok (1): Apertura 2020
- CONCACAF-liga bajnok (1): 2020

Costa Rica
- Copa Centroamericana (1): 2005

## Fordítás
Ez a szócikk részben vagy egészben  a   Júnior Díaz című angol Wikipédia-szócikk fordításán alapul.  Az eredeti cikk szerkesztőit annak laptörténete sorolja fel. Ez a jelzés csupán a megfogalmazás eredetét és a szerzői jogokat jelzi, nem szolgál a cikkben szereplő információk forrásmegjelöléseként.